# 野次馬がいく
『野次馬がいく』（やじうまがいく）は、1967年10月5日から1968年3月28日にNETテレビ（現・テレビ朝日）系列で毎週木曜日の20時から20時56分に放映された連続テレビ時代劇。全26話。

## 概要
広さん（演：松方弘樹）と公さん（演：里見浩太郎）にお栄（演：浅野順子）を加えた三人組が旅をする道中物時代劇。

## レギュラーキャスト
- 広さん …… 松方弘樹
- 公さん …… 里見浩太郎
- お栄 …… 浅野順子

## スタッフ
- 企画：落合兼武（NET）、渡辺洋一（東映）、高田正雄（東映）
- 脚本：放映リスト参照。
- 監督：放映リスト参照。
- 音楽：市川昭介
- 撮影：木村誠司、脇武夫、玉木照芳、羽田辰治、森常次
- 照明：谷川忠雄、藤井光春、松井薫、佐々木政一、岡田耕二
- 主題歌：「野次馬がいく」（日本コロムビア）、作詞：関沢新一、作曲・編曲：市川昭介、唄：松方弘樹
- 制作：NET、東映京都テレビプロダクション

## 放映リスト
放映日はNET。
| 話数 | サブタイトル        | 放映日         | ゲスト出演者                                                             | スタッフ                      |
| ---- | ------------------- | -------------- | ------------------------------------------------------------------------ | ----------------------------- |
| 1    | ぶつかれ!将軍に     | 1967年 10月5日 | 岡田英次、玉川良一、藤尾純、片岡栄二郎、天草四郎                         | 脚本-池上金男 監督-佐々木康   |
| 2    | 笑え!悪党           | 10月12日       | 青木義朗、広瀬義宣、上田吉二郎、石浜朗、穂高稔、明石潮                   | 脚本-森田新 監督-佐々木康     |
| 3    | 飲むな!ただ酒       | 10月19日       | 成瀬昌彦、不破潤、市川小金吾、末広恵三郎、木谷邦臣、沢淑子               | 脚本-押川国秋 監督-佐々木康   |
| 4    | 起て!堂々と         | 10月26日       | 近衛十四郎、渚まゆみ、御影京子、滝恵一、海老江寛、有島淳平               | 脚本-結束信二 監督-佐々木康   |
| 5    | 騒ぐな!子取り       | 11月2日        | 天津敏、三原葉子、明智十三郎、柴田美保子、高寺正、島村昌子               | 脚本-森田新 監督-佐々木康     |
| 6    | 燃やせ!友情         | 11月9日        | 島田順司、服部マリ、永田光男、小田部通麿、河村百合子                     | 脚本-朝日奈峰 監督-荒井岱志   |
| 7    | 走れ!海原へ         | 11月16日       | 佐々木功、早川純一、新井茂子、楠義孝、桑山正一、堀正夫、二見忠男         | 脚本-今村文人 監督-荒井岱志   |
| 8    | 泣くな!大親分       | 11月23日       | 谷村昌彦、渋沢詩子、由利京子、西尾三枝子、小美野欣二、松尾勝人           | 脚本-大和久守正 監督-佐々木康 |
| 9    | 醒めろ!魂           | 11月30日       | 北原隆、原健策、河村有紀、戸上城太郎、佐々五郎、村居京之輔               | 脚本-森田新 監督-林伸憲       |
| 10   | 怒れ!下っ端         | 12月7日        | 一の木真弓、小栗一也、倉丘伸太郎、神田隆、松本朝夫、吉田義夫、阿波地大輔 | 脚本-結束信二 監督-荒井岱志   |
| 11   | 叫べ!雄々しく       | 12月14日       | 左右田一平、小坂一也、ミッキー安川、田口計、高野通子                     | 脚本-押川國秋 監督-荒井岱志   |
| 12   | くたばれ!みそっかす | 12月21日       | 花園ひろみ、寺島達夫、左卜全、永野達雄、新宮寺寛、千葉敏郎、宮城幸生     | 脚本-本山大生 監督-荒井岱志   |
| 13   | おお!仇討ち         | 12月28日       | 益田喜頓、宮地晴子、阿波地大輔、高木二朗、源八郎、坂本美智子、牧淳子     | 脚本-加藤泰 監督-佐々木康     |
| 14   | うたえ!喧嘩鳥       | 1968年 1月4日  | 沢淑子、日高久、青山隆一、夏目俊二、不破潤、遠山二郎、牧淳子             | 脚本-加藤泰 監督-荒井岱志     |
| 15   | 吼えろ!男           | 1月11日        | 金内吉男、高森和子、松川純子、南都雄二、河上一夫、上杉高也、真木祥次郎   | 脚本-本山大生 監督-荒井岱志   |
| 16   | 戦え!勝手に         | 1月18日        | 左時枝、井上博一、梅津栄、鶴田桂子、加賀爪清和、大橋洋一、内藤栄造       | 脚本-押川國秋 監督-荒井岱志   |
| 17   | 躍れ!なまくら       | 1月25日        | 菅貫太郎、日野麻子、徳大寺伸、永山一夫、丘路千                           | 脚本-森田新 監督-佐々木康     |
| 18   | 駆けろ!尼寺へ       | 2月1日         | 加賀ちかこ、千原しのぶ、十朱久雄、大泉滉、稲吉靖、園佳也子               | 脚本-関沢新一 監督-佐々木康   |
| 19   | 許せ!裏切り         | 2月8日         | 高津住男、山岡徹也、矢野宣、金井大、金子吉延、神戸瓢介、源八郎           | 脚本-大和久守正 監督-荒井岱志 |
| 20   | 恋せよ!ひたむきに   | 2月15日        | 葉山葉子、花ノ本寿、瀬良明、今井健二、岩田直二                           | 脚本-押川國秋 監督-荒井岱志   |
| 21   | 突込め!無茶苦茶に   | 2月22日        | 高橋長英、佐々木愛、山村弘三、河村百合子、尾上鯉之助                     | 脚本-今村文人 監督-佐々木康   |
| 22   | 返せ!素っ首         | 2月29日        | 時美沙、牧冬吉、山城新伍、姫ゆり子                                       | 脚本-今村文人 監督-佐々木康   |
| 23   | こらえろ!親馬鹿     | 3月7日         | 松本錦四郎、市川寿美礼、夏川かほる、天津敏                               | 脚本-大和久守正 監督-荒井岱志 |
| 24   | 頑張れ!おたずね者   | 3月14日        | 月形龍之介、上方柳次、上方柳太、三浦策郎                                 | 脚本-加藤泰 監督-荒井岱志     |
| 25   | あっぱれ!かけおち者 | 3月21日        | 岸田森、皆川和子、多々良純、平沢彰                                       | 脚本-森田新 監督-佐々木康     |
| 26   | はばたけ!黒星       | 3月28日        | 北林早苗、花沢徳衛、大橋洋一、波田久夫                                   | 脚本-森田新 監督-荒井岱志     |

## 前後番組
| NET（現テレビ朝日）系 木曜20時台 | NET（現テレビ朝日）系 木曜20時台 | NET（現テレビ朝日）系 木曜20時台 |
| 前番組                           | 番組名                           | 次番組                           |
| -------------------------------- | -------------------------------- | -------------------------------- |
| あゝ同期の桜                     | 野次馬がいく                     | カツドウ屋一代                   |